# Die falsche Fährte (Roman)
Die falsche Fährte (Originaltitel: Villospår) ist der fünfte Kurt-Wallander-Roman des schwedischen Schriftstellers Henning Mankell. 1995 erschien er zuerst in Schweden, 1999 erstmals deutschsprachig beim Wiener Paul Zsolnay Verlag und im April 2001 als Taschenbuch bei dtv.

## Inhalt
Im Sommer 1994 verbrennt ein junges Mädchen vor den Augen von Kriminalkommissar Kurt Wallander in einem Rapsfeld. Von einem beunruhigten Bauern herbeigerufen, wollte er mit ihr sprechen und gab sich als Polizist zu erkennen, worauf sich das Mädchen mit Benzin übergoss und sich in Brand steckte. Während Wallander mit seinen Ermittlungen zu diesem unfassbaren Selbstmord beginnt, wird ein ehemaliger Justizminister getötet, weitere Morde folgen. Beim Täter handelt es sich um einen grausamen Serienkiller, der in der Maske eines Indianers auftritt und seine Opfer allesamt skalpiert. Zu den Toten gehören neben dem ehemaligen Politiker ein bekannter Kunsthändler, ein Hehler und ein Wirtschaftskrimineller. Für die Ermittler ist zunächst kein Zusammenhang zwischen den Ermordeten erkennbar.
Erst als Kommissar Wallander die Familie des vorletzten Opfers genauer unter die Lupe nimmt, stößt er auf die Wahrheit, die er sich bis zum Schluss weigert zu glauben: Der erst vierzehnjährige Sohn des Opfers hat die Menschen umgebracht, die er in irgendeiner Weise für das Schicksal seiner Schwester verantwortlich machte und die er ihr mittels Skalp gleichsam als Opfer darbringt. Sie war nach einer Vergewaltigung vollkommen traumatisiert und wurde in eine psychiatrische Klinik eingewiesen. Erst nach Auflösung des Falls wird es Wallander bewusst, dass er selbst und seine Tochter Linda ins Visier des Mörders geraten und dem Tod nur durch einen Zufall entkommen sind.

## Aussage des Romans
Im Mittelpunkt von Die falsche Fährte stehen insbesondere die Themen Zwangsprostitution und Menschenhandel. Dabei legt Mankell besonderes Augenmerk auf junge Mädchen, die unter falschen Versprechungen nach Europa gelockt werden. Somit dient das Buch auch als Sprachrohr für Mankells Gesellschaftskritik, denn im Roman sind die allerhöchsten, elitären Kreise (wie etwa der ermordete Ex-Justizminister) in den Frauenhandel und andere kriminelle Machenschaften verwickelt.
Wie für die gesamte Wallander-Buchreihe typisch erkennt der Leser auch hier am Ende wieder das allgegenwärtige latente Scheitern trotz Aufklärung der Verbrechen. Kommissar Wallander steht nach Abschluss des Falles vollkommen allein und desillusioniert da. Er fühlt eine furchtbare innere Leere angesichts seiner Erkenntnis, dass man die heutige Zeit und die Welt nicht verstehen kann. Alles, was für Wallander von der Ermittlung bleibt, sind sein Schmerz und seine Wut über die menschliche Barbarei. Das Unbehagen Wallanders gründet auch darin, dass der Täter, der auf ihn bei den ersten Begegnungen sehr sympathisch wirkte, zugleich auch Opfer ist bzw. sich als Rächer eines Opfers versteht. Es ist somit die schwedische Gesellschaft selbst, die solche Gewalttäter gebiert. Darauf weist auch Jan Feddersen in einem Beitrag zu Mankells Wallander-Krimis: „Insofern sind seine [Mankells] Krimis unmöglich als außerweltlicher Horror lesbar: Hinter jeder gemütlichen Tür kann ein Gedemütigter leben, der auf Rache sinnt.“

## Verfilmungen
2001 wurde der Roman in Schweden als TV-Krimi verfilmt (siehe Die falsche Fährte), die Hauptrolle übernahm wie in früheren Wallander-Verfilmungen Rolf Lassgård, Regie führte Leif Magnusson. Die deutsche Fassung wurde 2001 vom ZDF synchronisiert und im Dezember desselben Jahres als Dreiteiler ausgestrahlt. Der Film ist die fünfte Wallander-Verfilmung, wobei die Verfilmungen von der Chronologie der Bücher abweichen, und erschien am 16. September 2002 als DVD-Version inklusive der Dokumentation Die Welten des Henning Mankell.
Eine weitere Verfilmung der BBC unter dem Titel Kommissar Wallander: Die falsche Fährte wurde erstmals am 30. November 2008 auf BBC One ausgestrahlt. Es handelt sich um eine Produktion der BBC und der ARD mit Kenneth Branagh in der Hauptrolle. Kenneth Branagh war von Anfang an an der Produktion dieses Films beteiligt.

## Kritiken
- „Die Aufklärung dieses Falls hat nichts zu tun mit Aufklärung in einem weitläufigeren Sinn – sie ist voll Grauen und Finsternissen. Kurt Wallander hat recht, wenn er seufzt: ‚Jetzt haben wir also die Gewissheit, von der wir alle gehofft haben, sie bliebe uns erspart.‘“ – Süddeutsche Zeitung
- „Sargschwarz inszeniert Mankell seine schwedische Geisterbeschwörung, in deren Verlauf sich ein Finanzhai, ein pensionierter Justizminister und ein kleiner Hehler als unbekannte Größen erweisen. Erzählerische Rasanz und schwedische Taschenspielertricks machen Die Falsche Fährte zu einem Muss.“ – Cosmopolitan